# Teodor II (cesarz Etiopii)

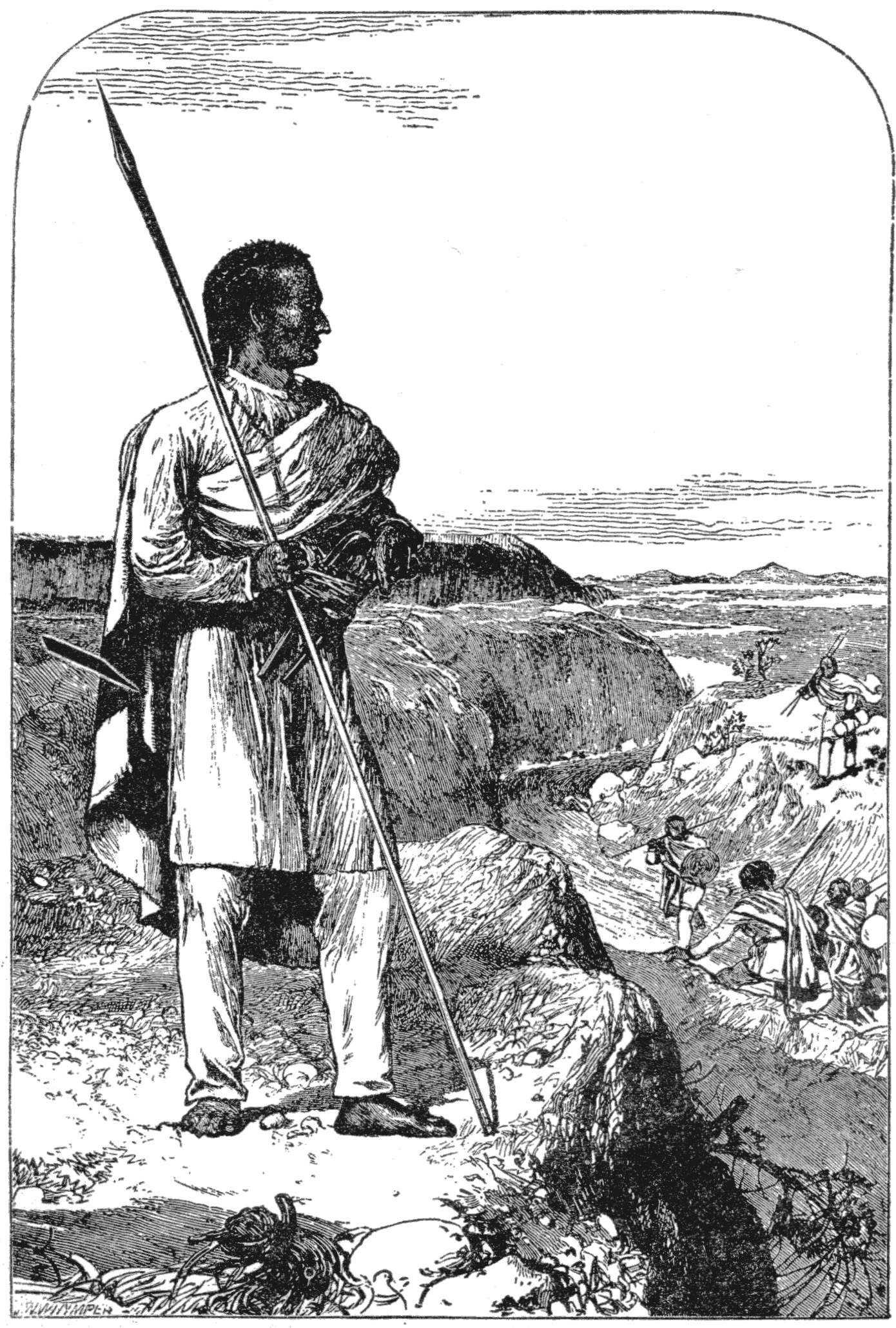
Cesarz Teodor II obserwujący przeprawę przez Nil Błękitny

Teodor II (Tewodros II, właściwie Kassa Haile Giorgis, znany też jako Kassa Hailu; ur. 1818 w Szargie w okręgu Kuara, zm. 13 kwietnia 1868 w Mekdeli) – cesarz Etiopii w latach 1855–1868.

## Znaczenie
Był pierwszym cesarzem Etiopii po trwającym od roku 1784 okresie rozbicia dzielnicowego (tzw. Zamana Masafent – „wieku książąt”) i wojen pomiędzy władcami poszczególnych prowincji. Zapoczątkował okres centralizacji władzy w rękach cesarza, zakończony przez Menelika II. Dokonał reorganizacji administracji państwowej, zmienił system podatkowy, zniósł handel niewolnikami.
Jest uważany za monarchę nowożytnego, a jednocześnie postać tragiczną – niezrozumianego wizjonera, pod koniec życia osamotnionego pośród wrogów wewnętrznych i zewnętrznych, doprowadzonego na krawędź szaleństwa.

## Dojście do tronu
Kassa Hailu pochodził z nieformalnego związku jednego z wodzów plemiennych regionu Kuara (położonego na zachód od jeziora Tana), dedżazmacza Hailu Wolde Giorgisa, z Woizero Attetegab. Około roku 1820, dedżazmacz wybrał sobie nową konkubinę, a Woizero przeniosła się z synem do Gonderu, gdzie zmuszona była do sprzedawania ziół przeczyszczających, czego nie omieszkiwali późniejszemu cesarzowi wypominać jego wrogowie. Choć niskie pochodzenie Kassy wzbudzało pogardę arystokratów i było pretekstem dla zamachów na jego życie oraz buntów możnych rodów przeciw jego władzy, pomogło mu ono również w sięgnięciu po tron cesarski. Stało się tak dlatego, że jako dwudziestolatek zmuszony był do przystania do jednej z licznych w owych czasach band, zwanych szyfta, w której szybko awansował z racji swojej odwagi i uzdolnień wojskowych. Na czele wojsk stworzonych z szyfta, Kassa rozpoczął w latach 40. serię zwycięstw nad okolicznymi możnowładcami oraz – w roku 1846 – nad wojskami egipskimi wysłanymi przez Mohammeda Alego. To zwycięstwo dało mu możliwość wejścia do rodu cesarskiego władców Gonderu poprzez jego późniejsze małżeństwo z wnuczką cesarzowej Menen, małżonki marionetkowego cesarza Jana III, podówczas 15-letnią księżniczką Tuabecz, którą uratował po rozbiciu wojsk egipskich i odesłał do Gonderu. Zakochana w Kassie Tuabecz była jego orędowniczką na wrogim mu dworze cesarskim, a po ich ślubie w roku 1847 udzielała mu poparcia w kontaktach z etiopską arystokracją.
Po kolejnych zwycięstwach i podporządkowaniu sobie coraz większych terenów Etiopii, a także po wsparciu przez niego odłamu kybat ortodoksyjnego Kościoła Etiopskiego i represjach religijnych mających na celu zjednoczenie kraju także w aspekcie wyznaniowym, 11 lutego 1855 roku Kassa Hailu został koronowany na cesarza jako Teodor (Tewodros) II. Imię, które przybrał, wiązało się z legendą o zapanowaniu w Etiopii okresu spokoju i dobrobytu.

## Złoty okres panowania
Następnie, podporządkowawszy sobie kolejne rejony Etiopii dzięki albo sławie wojennej cesarza, albo autorytetowi Kościoła Etiopskiego, w listopadzie 1855 roku, po bitwie pod Ankober, wojska Teodora opanowały prowincję Szeua, co zwieńczyło dzieło integracji kraju. W Ankober w ręce Teodora dostały się dwa cenne działa królów Szeua, a wkrótce także 12-letni syn otrutego w przeddzień bitwy władcy tego regionu, Hajle Melekota – Sahle Marjam, późniejszy Menelik II. Co prawda cesarz traktował go niemal jak syna i ożenił nawet ze swoją córką, ale nie zmieniło to faktu, że do swojej ucieczki w 1865 roku, Sahle był więźniem w twierdzy Mekdela, która była zarówno cesarską rezydencją, jak i miejscem odosobnienia dla więźniów politycznych.

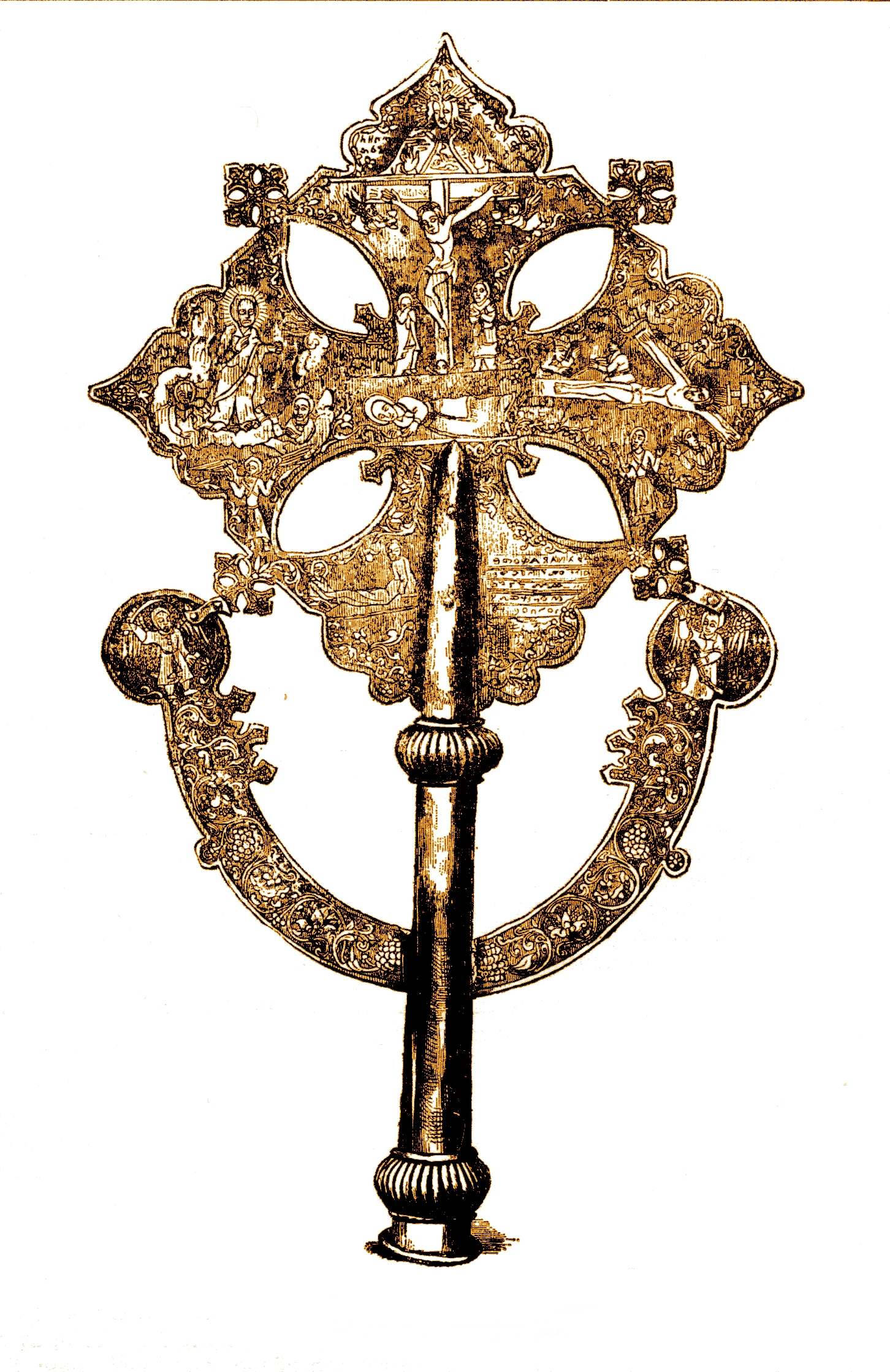
Krzyż cesarza Teodora II

Wymienione uprzednio reformy w administracji państwowej i podatkach oraz zniesienie handlu niewolnikami, miały na celu osłabienie możnowładztwa. Temu samemu celowi służyła próba reformy sądownictwa oraz utworzenia armii najemnej, podległej jedynie cesarzowi. Teodor poważnie ukrócił bandytyzm, środkami niejednokrotnie okrutnymi. W ten sam sposób, bezwzględnością i terrorem, dusił wszelkie przejawy separatyzmu.
Usiłował narzucić całej Etiopii jedną wiarę, aby i w ten sposób scalić państwo. Zabronił poligamii, sam dając przykład – odsunął od siebie wszystkie konkubiny.
Zainicjował budowę dróg, a także dążył do modernizacji armii i gospodarki dzięki kontaktom z Wielką Brytanią.

## Upadek
Większość z zainicjowanych przez Teodora reform nie została przeprowadzona, ze względu na opór możnowładców dążących do osłabienia władzy cesarskiej. Poparcie, jakie Teodor miał wśród ludności, dla której początkowo był bohaterem i obrońcą, zaczęło maleć w miarę wyniszczania kraju przez kolejne bunty oraz nierozważne działania cesarza, często polegające na niszczeniu gospodarstw i zbiorów na terenach rebelii. Nie istniała warstwa kupiecka, której zależałoby na centralizacji władzy i zjednoczeniu kraju.
Po okresie zwycięstw i próbach stworzenia potężnego scentralizowanego państwa, przerywanych zamachami na życie cesarza i buntami możnowładców dążących do objęcia tronu cesarskiego, armia Teodora, choć doskonale wyszkolona, zaczęła topnieć na skutek kolejnych starć i postępującego wyniszczenia kraju. Sam Teodor, zgorzkniały na skutek osamotnienia i zawiedziony w nadziejach na poparcie Korony Brytyjskiej, najprawdopodobniej popadł w manię prześladowczą, nasilając rządy terroru. Do jego załamania przyczyniła się także śmierć ukochanej żony, Tuabecz, w roku 1860. W czerwcu 1865 z twierdzy w Mekdeli uciekł Sahle Marjam i objąwszy tron prowincji Szeua, ogłosił jej niepodległość, tworząc trzeci ośrodek oporu, obok krainy Lasta na wschodzie i prowincji Tigre na północy. W tym samym czasie Teodor, po próbach podporządkowania sobie Kościoła Etiopskiego, stracił poparcie duchowieństwa, buntującego się przeciw zwierzchnictwu władzy cesarskiej. Owocuje to szerokimi represjami, włącznie z paleniem i grabieniem kościołów.
Po początkowym okresie dobrze układającej się współpracy z Wielką Brytanią, mającej w tle nieformalny sojusz przeciw Turcji, stosunki brytyjsko-etiopskie zaczęły się zmieniać. Stało się to przede wszystkim na skutek zmiany polityki brytyjskiej na proturecką, w celu zapewnienia przeciwwagi dla postępów Rosji na Bałkanach oraz Bliskim i Środkowym Wschodzie. Etiopia zaczęła być ignorowana, a gdy w 1864 roku konsul brytyjski został odwołany do Massawy, będącej pod kontrolą muzułmanów, Teodor nakazał aresztowanie jego i kilkudziesięciu innych Europejczyków pod zarzutem nielojalności. Rozczarowany reakcją królowej Wiktorii, zaaresztował też jej specjalnego wysłannika Hormuzda Rassama, żądając od Wielkiej Brytanii pomocy w budowie przemysłu zbrojeniowego w zamian za uwolnienie zakładników. Dało to Brytyjczykom pretekst do ekspedycji wojskowej, którą poprowadził gen. Robert Napier w styczniu 1868 roku. Wojska Napiera nie napotkały oporu ze strony książąt etiopskich, a dwóch z nich wręcz udzieliło im pomocy w zamian za obiecane przywileje. W sile 5 tys. świetnie wyekwipowanych żołnierzy, osiągnęły rejon Mekdeli zaledwie dwa tygodnie po tym, jak powolnym marszem dotarł tam cesarz, po uprzednim spaleniu i ewakuacji, w październiku 1867, dotychczasowej stolicy kraju Debre Tabor (przeniesionej tam przez niego z Gonderu).
Armia cesarska liczyła już wówczas jedynie kilkanaście tysięcy żołnierzy, zmniejszywszy się ok. dziesięciokrotnie od czasów koronacji Teodora. Jedyna bitwa, jaką stoczył Napier, i w której odniósł miażdżące zwycięstwo, rozegrała się 10 kwietnia pod Arogie. Trzy dni później wojska brytyjskie zaatakowały rezydencję cesarską – twierdzę w Mekdeli. Teodor II, po nakazaniu swoim wojskom opuszczenia twierdzy, popełnił samobójstwo strzelając sobie w usta. Został pochowany z pełnymi honorami przez gen. Napiera, a jego druga żona, Tiruwork Wube wraz z ukochanym przez niego synem Alemayehu Tewodrosem mieli zostać przewiezieni do Wielkiej Brytanii. Tiruwork zmarła w drodze na wybrzeże, a Alemayehu zmarł w Anglii w wieku 19 lat, wskutek słabego zdrowia i melancholii.
Jeszcze w roku 1868, Teodor II został na krótko zastąpiony na tronie cesarskim przez Tekle Gijorgisa II.